# Cyrtophrys facialis
Cyrtophrys facialis là một loài ruồi trong họ Asilidae. Cyrtophrys facialis được Curran miêu tả năm 1935.